# Podzemna željeznica
Podzemna željeznica, poznata u svijetu i kao U-Bahn (Untergrundbahn) njem., metro franc., ili subway eng. je željeznički sustav zatvorenog tipa koji služi za masovi prijevoz ljudi u urbanim područjima velikih gradova odnosno u njihovoj regiji, a koja može obuhvaćati i manja mjesta i gradove u njihovoj okolici.
Iako postoje slični sustavi, koji više podpadaju pod kategoriju lake gradske željeznice, čista podzemna željeznica je karakteristična po tome, jer obično ima vlastitu trasu koja je neovisna o križanju s cestovnim prometu, izbjegavajući križanja s cestovnim prometom u istoj razini ili ih svodeći na najmanju moguću mjeru, osobito u predgrađima. Kapacitet vozila i brzine prometovanja su redovito veće od vozila tramvaja i vozila lake gradske željeznice. Također, teži se, zbog sigurnosti međusobnom sprječavanje križanja raznih linija na istim kolosijecima, osim tamo, gdje je to financijski ili strukturno neizbježno.

## Osnovni tipovi izvedbe linija
- Kružna mreža (npr. Glasgow)
- Kružno-Radijalna Mreža (npr. Moskva, Beč)
- Sekantna mreža (npr. Minsk, Prag, São Paulo, München)
- Meshed mreža (npr. London, Paris, Berlin, Ōsaka)
- Mreža X-oblika (npr. Oslo, San Francisco)
- Linija promjera (npr. Lima, Helsinki, Serfaus)
- Mreža ribljeg mjehura (npr. Lille, Rotterdam, Kairo)
- Križna mreža (npr. Rim, Varšava, Kyoto, Sapporo)

## Brzine i kapaciteti
Procjenjuje se, kako tipična podzemna željeznica može u jednom satu prevesti 35.000 do 40.000 putnika u jednom smjeru. Kada se koriste sustavi odvojene trase za svaku liniju ili pretežno odvojene, koje se nigdje u normalnom pogonu ne križaju, prosječne brzine koje se postižu dosežu i do 100 km/h, pa čak i 120 km/h. Za razliku od lake gradske željeznice, koja imaju tipičnu prosječnu brzinu od oko 50 km/h - 80 km/h. Čisto tramvajski sustavi su najsporiji vid prometovanja, s prosječnim brzinama do 35 km/h.
Vozila koja se koriste su redovito većeg kapaciteta, ponekad se i dva motorna vlaka spajaju u jedan dupli, ili čak trodupli vlak. Širina stanica mora odgovarati dužini vlaka, ili se koriste posebni sustavi, koji blokiraju vrata, koja ne stanu na platformu kolosijeka i usmjeravaju putnike do slobodnih vrata.
Ako se izbjegavaju križanja, signali i skretnice se svode na minimum, što dovodi do veće sigurnosti i fleksibilnosti u slučaju problema u prometu, tj. linije ne utječu jedna na drugu.
Sustavi mogu imati i djelomično vođenje na istoj trasi s tramvajima ili lakom gradskom željeznicom u razini, u kojem slučaju se realizira različita širina kolosijeka pomoću više od 2 šine (obično 3), ako su sustavi različitih širina kolosijeka.

## Načini izgradnje
- eng. Cut-and-cover - metoda, pri korištenju koje se prvo površinski iskopa rupa, zatim se polože tračnice i insfrastuktura, a zatim se sve prekrije svodom. Tako se dobiva umjetni tunel. Ovisno o vrsti tla, moraju se ugraditi i štitni bočni čelični profili ili betonski temelji ojačani čelikom, kako bi se spriječilo urušavanje. Najčešće se slijedi tok prometnice iznad stvorenog usijeka. Korištenje ove metode dovodi do masivnog pogoršanja uvjeta prometovanja u vremenu gradnje, ali je jeftinije. Međutim, trasa željeznice je primorana slijediti trasu prormetnice iznad sebe, što znači kako se nekada ne može dobiti optimalno ravna trasa, već se moraju ugrađivati oštri zavoji, čime se smanjuje ukupna brzina prometovanja željeznice. Ovaj način izvedbe je vrlo praktičan u slučaju havarije, jer je pristup površini vrlo blizu. Zavisno od izvedbe, ponekad se radi samo iskopavanje (cut), ali se ne radi prekrivanje (cover), najčešće zbog troškova, čime se dobije spuštena trasa (vizualno poboljšanje, ali i mogućnost izgradnje križanja, koja nisu u nivou). Ova metoda se koristi i za novoprojektirane pravce, ali posebno za spuštanje postojećih pod zemlju, jer se na površini dobiva nova zemljana površina za širenje grada.
- eng. Deep Tunnel - metoda, pri korištenju koje se upotrebljavaju specijalni strojevi za bušenje (tzv. TBM strojevi) koji nagrizaju zemlju ispred sebe, koja se zatim transportira specijalnim trakama na površinu i transportira na drugo mjesto. Prednost je mogućnost ravnijeg odabira trase, jer nema ovisnosti o površini, ali ponekad je potrebno izvršiti predradnje istraživanja tla (ponekad nije moguće točno utvrditi sastav, već se nagađa). Ovisno o vrsti tla, koje može biti ili mekše (npr. pijesak, glina, crljenica) ili tvrđe (npr. stijena), napredovanje može biti brže ili sporije. Prodor (površinske) vode u tunele je također jedan od rizika, koji se nastoji spriječiti metodama zatrpavanja rupa specijalnim industrijskim betonom, koji se suši čak i u vodi.

## Pogon
Prve eksperimentalne podzemne željeznice su koristile vakumski pogon (nepraktično, jer je zrak doticao kroz najmanje rupe u tunelima) ili su čak bile vučene kabelima (nepraktično zbog slučaja, kada se neko vozilo zaglavi na kabelu i ne može se odspojiti zbog zaustavljanja, cijeli sustav mora stati, do popravka kvara).
Prve masovno korištene podzemne željeznice koristile su parni pogon, što se pokazalo nepraktičnim. Para i čađa bi se zadržavala u tunelima, te time povećavalo zagađenje. Vrlo brzo se električni pogon pokazao najpraktičnijim, i to najčešće treća šina ili zračni vod. U početku se radilo o klasičnim vlakovima S električnim lokomotivama, a kasnije su se počeli koristiti motorni vlakovi zbog lakšeg okretanja na terminalnim stranicama. U praksi se na linijama s većim zagušenjem više vlakova spaja u garnituru (2-3) koja prometuje spojena, jer je to vrlo fleksibilan sustav i omogućava vožnju i kada se neka od garnitura pokvari, jer druga preuzme vuču. Iznimka u načinu pogona su radna i servisna vozila (npr. vlak-usisavač, vlak za odvoz smeća, vozilo za odvoz pokvarenih garnitura itd.), koja koriste ili baterije (ako se isključi napajanje linije), ili diesel pogon, ili hibridni pogon.
Iako ima teoretskih ideja za korištenje maglev tehnologije za pokretanje, takva vrsta pogona (još) nije zaživjela u široj praksi.

## Vanjske poveznice

### Sestrinski projekti
|  | Zajednički poslužitelj ima još gradiva o temi podzemna željeznica |

### Mrežna mjesta
- LZMK / Hrvatska enciklopedija: podzemna željeznica
- UrbanRail.Net
- London Underground  Arhivirana inačica izvorne stranice od 13. listopada 2008. (Wayback Machine) Webstranica London Undergrounda
- Metro Bits  Arhivirana inačica izvorne stranice od 9. listopada 2013. (Wayback Machine) Podzemne željeznice svijeta
- METROS - Metro u Budimpešti